# Prince-évêque de Liège
Le prince-évêque de Liège était le souverain de la Principauté de Liège.

## Statut
En 980, il reçoit d'Otton II un privilège d'immunité générale, « qui fait de l'évêque, sous l'autorité directe du roi, le seul et unique maître de ses terres et de ses possessions : aucun fonctionnaire royal — en d'autres termes aucun comte — n'a le droit de pénétrer dans ces terres « immunisées » pour y exercer la justice, percevoir des impôts ou lever des troupes ». Dès ce moment, l'évêque devient comte, ou prince, dans son territoire. Il devient prince-évêque et l'État liégeois une principauté ecclésiastique.

## Liste des princes-évêques de Liège
| N°  | Portrait | Nom                                                                                | Règne                       | Blason | Faits marquants |
| --- | -------- | ---------------------------------------------------------------------------------- | --------------------------- | ------ | --- |
| 1.  |          | Notger de Liège                                                                    | 980 – 1008 (28 ans)         |        | Notger est reconnu comme grand bâtisseur: il fait édifier la Cathédrale Notre-Dame-et- Saint-Lambert entre 978 et 1015, il achève la construction de la collégiale Saint-Paul et en ajoute d'autres pendant son épiscopat comme celles de Sainte-Croix, Saint Denis et Saint-Jean. Il entoure également la ville d'une muraille. C'est sous son règne qu'en l'an 1000, Liège est capitale culturelle de l'Europe occidentale grâce à la renommée de ses écoles. Il conseillera aussi l'Empereur et sera un instrument politique influent. |
| 2.  |          | Baldéric II de Liège                                                               | 1008 – 1018 (10 ans)        |        | |
| 3.  |          | Wolbodon de Liège                                                                  | 1018 – 1021 (3 ans)         |        | |
| 4.  |          | Durand de Liège                                                                    | 1021 – 1025 (4 ans)         |        | |
| 5.  |          | Réginard de Liège                                                                  | 1025 – 1037 (12 ans)        |        | |
| 6.  |          | Nithard de Liège                                                                   | 1037 – 1042 (12 ans)        |        | |
| 7.  |          | Wazon de Liège                                                                     | 1042 – 1048 (6 ans)         |        | |
| 8.  |          | Théoduin de Bavière                                                                | 1048 – 1075 (27 ans)        |        | |
| 9.  |          | Henri Ier de Verdun                                                                | 1075 – 1091 (16 ans)        |        | |
| 10. |          | Otbert                                                                             | 1091 – 1119 (28 ans)        |        | |
| 11. |          | Frédéric de Namur                                                                  | 1119 – 1121 (2 ans)         |        | |
| ... |          | sede vacante                                                                       | 1121 – 1123 (2 ans)         |        | |
| 12. |          | Albéron Ier de Louvain                                                             | 1123 – 1128 (5 ans)         |        | |
| 13. |          | Alexandre Ier de Juliers                                                           | 1128 – 1135 (7 ans)         |        | |
| 14. |          | Albéron II de Namur                                                                | 1135 – 1145 (10 ans)        |        | |
| 15. |          | Henri de Leez                                                                      | 1145 – 1164 (19 ans)        |        | |
| 16. |          | Alexandre II                                                                       | 1164 – 1167 (3 ans)         |        | |
| 17. |          | Rudolf de Zähringen                                                                | 1167 – 1191 (24 ans)        |        | |
| 18. |          | Albert de Louvain                                                                  | 1191 – 1192 (1 an)          |        | |
| 19. |          | Lothaire de Hochstaden                                                             | 1192 – 1193 (1 an)          |        | |
| 20. |          | Simon de Limbourg                                                                  | 1193 – 1195 (2 ans)         |        | |
| 21. |          | Otton de Valkenburg                                                                | 1195 – 1195 (moins d’un an) |        | |
| 22. |          | Albert de Cuijk                                                                    | 1195 – 1200 (5 ans)         |        | |
| 23. |          | Hugues de Pierrepont                                                               | 1200 – 1229 (29 ans)        |        | |
| 24. |          | Jean d'Eppes                                                                       | 1229 – 1238 (43 ans)        |        | |
| 25. |          | Guillaume de Savoie                                                                | 1238 – 1239 (1 an)          |        | |
| 26. |          | Robert de Thourotte                                                                | 1240 – 1246 (6 ans)         |        | |
| 27. |          | Henri de Gueldre                                                                   | 1247 – 1274 (27 ans)        |        | |
| 28. |          | Jean d'Enghien                                                                     | 1274 – 1281 (7 ans)         |        | |
| 29. |          | Jean de Flandre                                                                    | 1282 – 1292 (10 ans)        |        | |
| 30. |          | Hugues de Chalon                                                                   | 1296 – 1301 (5 ans)         |        | |
| 31. |          | Adolphe de Waldeck                                                                 | 1301 – 1302 (1 an)          |        | |
| 32. |          | Thiébaut de Bar                                                                    | 1302 – 1312 (10 ans)        |        | |
| 33. |          | Adolphe de La Marck                                                                | 1313 – 1344 (31 ans)        |        | |
| 34. |          | Englebert III de La Marck                                                          | 1345 – 1364 (19 ans)        |        | |
| 35. |          | Jean d’Arckel                                                                      | 1364 – 1378 (14 ans)        |        | |
| 36. |          | Arnould de Hornes                                                                  | 1378 – 1389 (11 ans)        |        | |
| 37. |          | Jean III de Bavière ↳ Maison : Famille de Wittelsbach                              | 1389 – 1418 (29 ans)        |        | |
| 38. |          | Jean de Wallenrode ↳ Maison : Famille de Wallenrode (de)                           | 1418 – 1419 (1 an)          |        | |
| 39. |          | Jean VIII de Heinsberg ↳ Maison : Famille de Heinsberg                             | 1419 – 1455 (36 ans)        |        | |
| 40. |          | Louis de Bourbon ↳ Maison : Famille de Bourbon                                     | 1456 – 1484 (28 ans)        |        | |
| 41. |          | Jean de Hornes                                                                     | 1484 – 1505 (21 ans)        |        | |
| 42. |          | Érard de La Marck                                                                  | 1505 – 1538 (33 ans)        |        | |
| 43. |          | Corneille de Berghes                                                               | 1538 – 1544 (6 ans)         |        | |
| 44. |          | Georges d'Autriche                                                                 | 1544 – 1557 (13 ans)        |        | |
| 45. |          | Robert de Berghes                                                                  | 1557 – 1564 (7 ans)         |        | |
| 46. |          | Gérard de Groesbeek                                                                | 1564 – 1580 (17 ans)        |        | |
| 47. |          | Ernest de Bavière                                                                  | 1581 – 1612 (31 ans)        |        | |
| 48. |          | Ferdinand-Guillaume de Bavière                                                     | 1612 – 1650 (38 ans)        |        | |
| 49. |          | Maximilien-Henri de Bavière                                                        | 1650 – 1688 (38 ans)        |        | |
| 50. |          | Jean-Louis d'Elderen                                                               | 1688 – 1694 (6 ans)         |        | |
| 51. |          | Joseph-Clément de Bavière                                                          | 1694 – 1724 (30 ans)        |        | |
| 52. |          | Georges-Louis de Berghes                                                           | 1724 – 1743 (19 ans)        |        | |
| 53. |          | Jean-Théodore de Bavière                                                           | 1744 – 1763 (19 ans)        |        | |
| 54. |          | Charles-Nicolas d'Oultremont                                                       | 1763 – 1771 (8 ans)         |        | |
| 55. |          | François-Charles de Velbrück (1719-1784) ↳ Maison : Famille de Velbrück            | 1772 – 1784 (12 ans)        |        | Titre familial : Comte du Saint-Empire Suzerain : Joseph II, Empereur du Saint-Empire Il fut un souverain éclairé, réceptif aux idées progressistes naissantes des dernières décennies de l'Ancien Régime tente d’introduire les idées des Lumières dans la Principauté de Liège. |
| 56. |          | César-Constantin de Hoensbroeck (1724-1792) ↳ Maison : Famille de Hoensbroeck (nl) | 1784 – 1792 (8 ans)         |        | Titre familial : Comte du Saint-Empire Suzerain : Joseph II, Empereur du Saint-Empire Il fut l'oncle du dernier prince-évêque de Liège, il tentera de restaurer tous les privilèges du clergé et de la noblesse. Peu sensible à la misère de son peuple, cela le rendit très impopulaire. |
| 57. |          | François-Antoine de Méan de Beaurieux (1756-1831) ↳ Maison : Famille de Méan       | 1792 – 1794 (2 ans)         |        | Titre familial : Comte du Saint-Empire Suzerain : François II, Empereur du Saint-Empire Il fut le dernier prince-évêque de Liège, il se réfugie aux Pays-Bas après la révolution liégeoise et devient « Prince de Méan ». |